# Folsomides graminis
Folsomides graminis är en urinsektsart som beskrevs av Fjellberg 1993. Folsomides graminis ingår i släktet Folsomides och familjen Isotomidae. Inga underarter finns listade i Catalogue of Life.